# アブー・ヤフヤー・ラシード・ティーンマッラリー

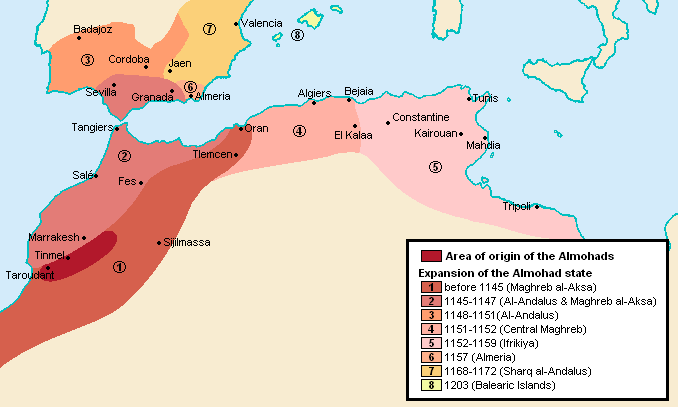
ムワッヒド朝の版図の変遷を示す図。ムワッヒド朝はマヨルカ島などを含むバレアレス諸島を獲得したとき、その版図が最大となった。

アブー・ヤフヤー・ラシード・ティーンマッラリー（أبو يحيى محمد بن علي بن أبي عمران التنملالي, Abū Yaḥyā Muḥammad ibn ʿAlī ibn Abī ʿImrān al-Tinmalālī, アブー・ヤフヤー・ムハンマド・イブン・アリー・イブン・アビー・イムラーン・アッ＝ティンマラーリー）は、ムスリム統治時代のバレアレス諸島における最後のワーリー（地方代官）であった人物。ラカブにラシード（ッディーン）、ニスバにティーンマリーがある。1121年から1147年までの間、ムワッヒド朝の首都があったモロッコのティーンマッラル（ティーンマルとも。現ティンメル。）生まれであることが示唆される。イスムとナサブはムハンマド・ブン・アリー・ブン・ムーサーなどである。キリスト教徒の文献には、Abu Iehie, Aboheihe と記載されている。

## 生涯
12世紀のバレアレス諸島は、アンダルスとマグリブを支配するムラービト朝がイブン・トゥーマルトの信奉者（ムワッヒド朝）により倒された後もなお、ムラービト朝を興したベルベル系サンハージャ部族の一支族、バヌー・ガーニーヤにより統治されていた（ターイファ・マユールカー）。ムワッヒド朝は1203年11月にマヨルカ島を攻め取り、当地のアミール、アブドゥッラー・ブン・イスハーク・ブン・ガーニーヤを処刑した。
アブー・ヤフヤーは1208年にマラケシュにあったムワッヒド朝の宮廷からマヨルカ島のワーリーに任命される。アブー・ヤフヤーはムワッヒド朝のアミールには形式的な臣従の誓いを行ったに留まり、マヨルカ島において半自律的な政権を打ち立てた。アブー・ヤフヤーの勢力はバレアレス諸島全域に及び、これらの島々をムワッヒド朝の名の下に支配した。アブー・ヤフヤー政権は1229年12月31日にアラゴン王ハイメ1世がマヨルカ島を征服するまで続いた。アブー・ヤフヤーは1230年2月に亡くなった。

## 子孫
マヨルカ島が陥落したときアブー・ヤフヤーの息子は3歳であった。ハイメ1世はアブー・ヤフヤーの息子を、実親と名付け親の名の下にキリスト教徒としての洗礼を行わせる儀式を行い、キリスト教に改宗させた。その上で、1250年にサラゴサのゴトールとイジュエーカを封地として与え、男爵位を授けた。当該男爵位はアブー・ヤフヤーの息子が初代になる。アブー・ヤフヤーの息子はハイメ・デ・ゴトール（Jaime de Gotor）と名乗り、マルティン・ロルダン（Martin Roldán）とマリア・ロペス・デ・ルナ（María López de Luna）の娘、エルビラ・ロルダン（Elvira Roldán）と結婚した。ゴトールの名字を持つ家系は、ハイメ・デ・ゴトールの子孫である場合がある。